# Telegeusis debilis
Telegeusis debilis is een keversoort uit de familie Telegeusidae. De wetenschappelijke naam van de soort is voor het eerst geldig gepubliceerd in 1895 door Horn.